# 阿尔武尔克尔克
阿尔武尔克尔克，是西班牙埃斯特雷马杜拉巴达霍斯省的一个市镇。总面积723平方公里，总人口5551人（2001年），人口密度8人/平方公里。距离葡萄牙很近。